# 花房正幸
花房 正幸（はなぶさ まさよし）は、戦国時代から江戸時代前期にかけての武将。宇喜多氏の家臣。
家系は常陸国久慈郡花房郷を領した足利氏の一門、上野氏の庶流・花房氏という。
当初は赤松氏に仕えたが、天文年間には、宇喜多氏に属し、宇喜多直家の家臣としてその創業を支え、虫明城主となり1万8,000石を領した。智勇兼備の名将と言われ、弓の名手として、海賊の頭領を射抜いて撃退した逸話や、和歌に堪能で、細川幽斎から古今の伝をうけた程であったという話が伝わる。
晩年は嫡子・正成の領地、備中高松に隠棲した。慶長10年（1605年）に高松城で死去。享年82。